# Dactylicapnos ventii
Dactylicapnos ventii är en vallmoväxtart som först beskrevs av Khánh, och fick sitt nu gällande namn av Liden. Dactylicapnos ventii ingår i släktet Dactylicapnos och familjen vallmoväxter. Inga underarter finns listade i Catalogue of Life.